# Stylochaeton oligocarpus
Stylochaeton oligocarpus är en kallaväxtart som beskrevs av Harald Harold Udo von Riedl. Stylochaeton oligocarpus ingår i släktet Stylochaeton och familjen kallaväxter. Inga underarter finns listade.